# Matihetihe
Matihetihe est une localité du secteur de Hokianga dans la région du Northland, située dans l’île du Nord de la Nouvelle-Zélande.

## Situation
La «forêt de Warawara» siège au nord. 
Le cours d’eau nommé: «Matihetihe Stream» s’écoule dans la Mer de Tasman vers l’ouest.

## Éducation
L’ école de «Matihetihe School», est une école mixte assurant tout le primaire (allant de l’année 1 à 8) avec un taux de décile de 1 et un effectif de 38 élèves .
L’école fut fondée en 1890, et forma initialement une partie de l’école autochtone  assurant un enseignement au niveau du whare  de Matihetihe. 
L’artiste Ralph Hotere a suivi les cours de cette école .